# جبل قرنيت
جبل قرنيت يقع جنوب مركز الشفا بمحافظة الطائف بمنطقة مكة المكرمة غرب المملكة العربية السعودية.